# BMW Ljubljana Open 2000
Il BMW Ljubljana Open 2000 è stato un torneo di tennis facente parte della categoria ATP Challenger Series nell'ambito dell'ATP Challenger Series 2000. Il torneo si è giocato a Lubiana in Slovenia dall'8 al 14 maggio 2000 su campi in terra rossa.

## Vincitori

### Singolare
Oliver Gross ha battuto in finale  Joan Balcells con il punteggio di 4–6, 6–1, 7–6(3)

### Doppio
Emilio Benfele Álvarez /  Álex López Morón hanno battuto in finale  Paul Rosner /  Jason Weir Smith con il punteggio di 6–3, 6–4